# لا لا آنتونی
لا لا آنتونی (انگلیسی: La La Anthony؛ زادهٔ ۲۵ ژوئن ۱۹۷۹) چهره، هنرپیشه، پدیدآور و از اهالی کسب‌وکار اهل ایالات متحده آمریکا است. وی از سال ۱۹۹۴ میلادی تاکنون مشغول فعالیت بوده‌است.
از فیلم‌ها یا برنامه‌های تلویزیونی که وی در آن نقش داشته‌است می‌توان به فیفتی سنت: نسل جدید، سکس و شهر، قدرت، حکم مرخصی، اسلحه، شما مردم و شای-رک اشاره کرد.